# Tagallo/Diritto-Rovescio
Tagallo/Diritto-Rovescio è un singolo di Sandra Mondaini, con lo pseudonimo Sbirulino,  pubblicato nel 1982 dalla CGD.

## Lato A
Il singolo, scritto da Amerigo Cassella su musica di Pippo Caruso,  è stato la prima sigla della trasmissione "Il circo di Sbirulino".
Il Piccolo coro dell'Antoniano è presente nei brani.

## Lato B
Sul lato b è incisa "Diritto-Rovescio", un brano ispirato al personaggio. 